# McCarthy Road
McCarthy Road es una pequeña carretera ubicada en el estado de Alaska. La autopista inicia en el Oeste en la Autopista Edgerton en Chitina hacia el Este en el Río Kennecott cerca del Hito Histórico Nacional Kennecott Mines. La autopista tiene una longitud de 77 km (48 mi). La McCarthy Road también forma parte de la Ruta de Alaska 10. La McCarthy Road, nombrada por el general Glen Edgar Edgerton del Ejército de los Estados Unidos, un miembro del Alaska Road Commission.

## Mantenimiento
Al igual que las carreteras estatales, las carreteras federales, la McCarthy Road es administrada y mantenida por el Departamento de Transporte y Servicios Públicos de Alaska por sus siglas en inglés DOT&PF.